# Westfalenhalle
El Westfallenhalle es un estadio cubierto ubicado en la ciudad de Dortmund, Alemania. La construcción original fue llevada a cabo en el año 1925, pero fue destruido durante la Segunda Guerra Mundial, por lo que reabrió en 1952.
Tiene una capacidad para 16 500 personas.
En el estadio se realizan actividades deportivas y también conciertos, entre los artistas que se han presentado en la arena están Led Zeppelin. Bob Marley, Madonna, Laura Pausini, Queen, Simple Minds, The Kelly Family, Cher, Tina Turner, Paul McCartney, The Rolling Stones, Pet Shop Boys, Pink Floyd, Iron Maiden, Linkin Park, Jean Michel Jarre entre otros.
- Datos: Q516072
- Multimedia: Westfalenhalle Dortmund / Q516072